# Hans Saupert

Hans Saupert

Hans Saupert (* 10. Januar 1897 in Germersheim; † 5. März 1966 in Braunau am Inn) war ein deutscher Politiker (NSDAP) und SS-Führer.

## Leben und Wirken
In seiner Jugend besuchte Saupert die Realschule in Speyer und die Oberrealschule in Ludwigshafen am Rhein. Ab August 1914 nahm er als Freiwilliger am Ersten Weltkrieg teil. 1917 wechselte er zur Flugtruppe und wurde Kampfpilot. Nach dem Krieg arbeitete er als Revisor im Bankwesen.
1923 nahm er am gescheiterten Hitlerputsch in München teil. Später erhielt er deswegen die Medaille zur Erinnerung an den 9. November 1923. 1925 trat er wieder der NSDAP bei (Mitgliedsnummer 25.045). 1931 wurde er Reichsrevisor der NSDAP, im gleichen Jahr wurde er Leiter der Reichsrevisionsabteilung der NSDAP und 1933 Stabsleiter des Reichsschatzmeisters der NSDAP.
Am 12. November 1933 wurde Saupert Mitglied des nationalsozialistischen Reichstags. 
Zudem erreichte er am 20. April 1938 in der SS (Mitgliedsnr. 119.494) den Rang eines SS-Brigadeführers. Mitte Oktober 1943 wurde Saupert kommissarisch Reichsbeauftragter für Rauchwaren.